# Langweid am Lech
Langweid am Lech este o comună aflată în districtul Augsburg, landul Bavaria, Germania.